# Adrian Mocanu
Adrian Mocanu (ur. 19 kwietnia 1986) – mołdawski, a przez sezon 2011-2012 monakijski zapaśnik, walczący w stylu klasycznym. Zajął 19. miejsce na mistrzostwach świata w 2009. Osiemnasty na mistrzostwach Europy w 2012. Wicemistrz śródziemnomorski w 2010 roku.